# Laufbahn besonderer Fachrichtung
Laufbahnen besonderer Fachrichtungen waren in Deutschland Beamtenlaufbahnen, bei denen die Laufbahnbefähigung nicht durch den erfolgreichen Abschluss eines fachspezifischen Vorbereitungsdienstes, sondern durch Anerkennung erlangt wurde. Die Anerkennung setzte einen entsprechenden Bildungsabschluss und grundsätzlich eine hauptberufliche Tätigkeit voraus. Laufbahnen besonderer Fachrichtungen bestanden dort, wo der geringe Bedarf an Beamten einer Fachrichtung die Einrichtung eines Vorbereitungsdienstes nicht rechtfertigte.
Die rechtliche Ausgestaltung (Arten, Zulassungsvoraussetzungen, Zuständigkeiten etc.) regelten Bund und Länder jeweils für ihren Bereich. Für die Anerkennung der Laufbahnbefähigung forderten die meisten Dienstherren eine hauptberufliche Tätigkeit von eineinhalb bis dreieinhalb Jahren, die zwar innerhalb oder außerhalb des öffentlichen Dienstes erbracht worden sein konnte, aber inhaltlich zu der Laufbahn passen musste. Über die Feststellung der Laufbahnbefähigung und damit die Zulassung zu einer Laufbahn besonderer Fachrichtung entschied gewöhnlich die oberste Dienstbehörde durch Bescheid.
Laufbahnen besonderer Fachrichtung gab es im mittleren, gehobenen und höheren Dienst, nicht jedoch im einfachen Dienst, da es dort bereits keine Laufbahnprüfung gibt, deren Fehlen durch Berufserfahrung kompensiert werden musste.

## Bund
Seit dem 13. Februar 2009 gibt es beim Bund keine Laufbahnen besonderer Fachrichtung mehr. Die ehemals in § 34 a. F. der Bundeslaufbahnverordnung geregelten Fachrichtungen wurden in die Regelfachrichtungen überführt.

### Mittlerer Dienst
| Laufbahn seit Februar 2009                            | Laufbahn bis Februar 2009 |
| ----------------------------------------------------- | --- |
| Mittlerer nichttechnischer Verwaltungsdienst          | Archivdienst bei Abschluss der Berufsausbildung als Fachangestellter für Medien- und Informationsdienste, Fachrichtung Archiv |
| Mittlerer technischer Verwaltungsdienst               | Technischer Dienst bei Abschluss der Berufsausbildung als - Technischer Assistent mit staatlicher Anerkennung, - Staatlich geprüfter Chemotechniker - Handwerksmeister und Industriemeister in ihrem jeweiligen Beruf - Kartographen - Laboranten - Landkartentechniker - Operateure in Kernforschungseinrichtungen - Staatlich geprüfte Techniker - Techniker mit staatlicher Anerkennung - Strahlenschutztechniker in Kernforschungseinrichtungen - Vermessungstechniker - Werkstoffprüfer - Zeichner Nautischer Dienst |
| Mittlerer sprach- und kulturwissenschaftlicher Dienst | Bibliotheksdienst bei Abschluss der Berufsausbildung als - Bibliotheksassistent - Fachangestellter für Medien- und Informationsdienste, Fachrichtung Bibliothek, Information und Dokumentation, Bildagentur |

### Gehobener Dienst
| Laufbahn seit Februar 2009                                       | Laufbahn bis Februar 2009 |
| ---------------------------------------------------------------- | --- |
| Gehobener nichttechnischer Verwaltungsdienst                     | - Dienst in der gesetzlichen Krankenversicherung, Krankenkassendienst - Dienst in der gesetzlichen Unfallversicherung - Dienst als Sozialarbeiter oder Sozialpädagoge - Wirtschaftsverwaltungsdienst                                                                  |
| Gehobener technischer Verwaltungsdienst                          | - Nautischer Dienst - Raumordnungsdienst - Seevermessungstechnischer Dienst - Schiffsmaschinendienst - Technischer Dienst (nur wenn nicht ausreichend Bewerber mit Laufbahnprüfung zur Verfügung stehen)                                                              |
| Gehobener sprach- und kulturwissenschaftlicher Dienst            | - Bibliotheksdienst - Dokumentationsdienst |
| Gehobener naturwissenschaftlicher Dienst                         | - Informationstechnischer Dienst |
| Gehobener agrar-, forst- und ernährungswissenschaftlicher Dienst | - Gartenbaulicher Dienst einschließlich der Fachrichtung Landespflege - Land- und forstwirtschaftlicher Dienst (nur wenn nicht ausreichend Bewerber mit Laufbahnprüfung zur Verfügung stehen) - Landwirtschaftlich-hauswirtschaftlicher Dienst - Weinbaulicher Dienst |

### Höherer Dienst
| Laufbahn seit Februar 2009                                                          | Laufbahn bis Februar 2009 |
| ----------------------------------------------------------------------------------- | --- |
| Höherer nichttechnischer Verwaltungsdienst                                          | - Raumordnungsdienst (als Diplom-Betriebswirt, Diplom-Kaufmann, Diplom-Soziologe oder Diplom-Volkswirt) - Gesellschafts- und sozialwissenschaftlicher Dienst - Stenographischer Dienst in der Parlamentsverwaltung - Wirtschaftsverwaltungsdienst |
| Höherer technischer Verwaltungsdienst                                               | Technischer Dienst (nur wenn nicht ausreichend Bewerber mit Laufbahnprüfung zur Verfügung stehen) |
| Höherer sprach- und kulturwissenschaftlicher Dienst                                 | - Archäologischer Dienst - Bibliotheksdienst - Ethnologischer Dienst - Historischer Dienst - Medien- und kommunikationswissenschaftlicher Dienst - Orientalistischer Dienst - Psychologischer Dienst - Romanistischer Dienst - Slawistischer Dienst - Sprachendienst |
| Höherer naturwissenschaftlicher Dienst                                              | - Biologischer Dienst - Chemischer Dienst einschließlich der Fachrichtungen physikalische Chemie, Bio- und Geochemie - Geographischer Dienst - Geologischer Dienst - Geophysikalischer Dienst - Informationstechnischer Dienst - Kryptologischer Dienst - Lebensmittelchemischer Dienst - Mathematischer Dienst - Mineralogischer Dienst - Ozeanographischer Dienst - Pharmazeutischer Dienst - Physikalischer Dienst - Raumordnungsdienst (als Diplom-Geograph) - Statistischer Dienst - Wetterdienst |
| Höherer agrar-, forst- und ernährungswissenschaftlicher sowie tierärztlicher Dienst | - Forst- und holzwirtschaftlicher Dienst - Gartenbaulicher Dienst einschließlich der Fachrichtung Landespflege - Haus- und ernährungswissenschaftlicher Dienst - Landwirtschaftlicher Dienst - Raumordnungsdienst (als Diplom-Forstwirt) - Tierärztlicher Dienst |
| Höherer ärztlicher und gesundheitswissenschaftlicher Dienst                         | - Ärztlicher Dienst - Zahnärztlicher Dienst |
| Höherer kunstwissenschaftlicher Dienst                                              | - Kunsthistorischer Dienst - Musikwissenschaftlicher Dienst |

Damit sind auch die vormaligen Sonderregelungen für den höheren Dienst für den Ärztlichen Bereich, den Bibliotheksdienst und den Lebensmittelchemischen Dienst hinfällig, kommen aber bei Bewerbern, die vor dem Inkrafttreten der neuen Laufbahnregelungen eingestellt wurden, weiterhin zum Tragen:
Ärztlicher Dienst:
Die Zeit als Medizinalassistent, Pflichtassistent oder Arzt im Praktikum wurde auf die geforderte Berufserfahrung angerechnet.
Bibliotheksdienst:
Die Voraussetzungen werden auch durch das 1. juristische Staatsexamen erfüllt, wenn ein Zusatzstudium Bibliothekswesen und zwei Jahre Berufserfahrung nachgewiesen werden.
Lebensmittelchemischer Dienst:
Die praktische Ausbildung nach dem Hochschulstudium wurde auf die geforderte Berufserfahrung angerechnet.

## Baden-Württemberg
Quelle: §§ 33ff. Landeslaufbahnordnung

### Mittlerer Dienst
- Gerichtsvollzieherdienst
- Krankenpflegedienst
- mittlerer feuerwehrtechnischer Dienst
- mittlerer Justizbetriebsdienst
- mittlerer technischer Dienst bei der Polizei
- mittlerer technischer Dienst beim Verfassungsschutz
- mittlerer technischer Gewerbeaufsichtsdienst

### Gehobener Dienst
- Amtsanwaltsdienst
- Bezirksnotardienst
- gehobener Dienst an wissenschaftlichen Bibliotheken
- gehobener Dienst in der Datenverarbeitung
- gehobener Schuldienst in der Laufbahn der Fachschulräte an Pädagogischen Hochschulen
- gehobener Sozialdienst
- gehobener technischer Dienst bei der Polizei
- gehobener technischer Dienst beim Verfassungsschutz
- gehobener technischer Gewerbeaufsichtsdienst
- gehobener technischer Schuldienst in der Laufbahn der Technischen Lehrer an Berufsschulen, Berufsfachschulen und Fachschulen

### Höherer Dienst
Voraussetzung: in der Regel 3 Jahre Berufserfahrung (Ausnahme Chemischer Dienst: s. u.)
- Anstaltsseelsorgedienst
- Ärztlicher Dienst
- Biologischer Dienst
- Chemischer Dienst
- Dienst als Akademischer Rat
- Dienst als Astronomierat
- Dienst als Konservator
- Dienst als Kustos
- Dienst als Studienrat an einer Hochschule
- Dienst in der Datenverarbeitung
- Dienst in der Materialprüfung
- Geologischer Dienst
- Höherer Dienst im statisch-konstruktiven Ingenieurbau und in der Bauphysik
- Höherer Schuldienst in der Fachrichtung Religionslehre
- Höherer technischer Gewerbeaufsichtsdienst
- Pharmazeutischer Dienst
- Physikalischer Dienst
- Professor an einer Berufsakademie
- Psychologischer Dienst
- Zahnärztlicher Dienst

Sonderregelung im Chemischen Dienst: Voraussetzung für die Einstellung war der Abschluss eines Hochschulstudiums der Chemie oder Lebensmittelchemie. Dabei werden Zeiten, in denen als Chemiker bzw. als Lebensmittelchemiker gearbeitet wurde, zusammengezählt. Das praktische Jahr der Ausbildung zum Lebensmittelchemiker zählt als Berufserfahrung mit.
Zusatzqualifikation im Zahnärztlichen Dienst: Für die Einstellung wurde vorausgesetzt, dass der Bewerber auch Kieferchirurg ist.

## Berlin
Quelle: Verordnung über die Beamten in Laufbahnen besonderer Fachrichtungen

### Mittlerer Dienst
| Laufbahn                                          | Voraussetzung |
| ------------------------------------------------- | --- |
| Dienst als Gesundheitsaufseher                    | Erlaubnis zur Führung der Berufsbezeichnung Gesundheitsaufseher |
| Krankenpflegedienst an Justizvollzugsanstalten    | Erlaubnis zur Führung der Berufsbezeichnung Gesundheits- und Krankenpfleger |
| Technischer Dienst in der Arbeitsschutzverwaltung | Abgeschlossene Ausbildung in einem der von der für die Ordnung der Laufbahn zuständigen obersten Dienstbehörde bestimmten Berufe |
| Werkdienst an Justizvollzugsanstalten             | Meisterprüfung oder fachliche Eignung für die Berufsausbildung im Handwerk, in anderen Gewerbezweigen oder in der Haus-/Landwirtschaft im Sinne der Handwerksordnung oder des Berufsbildungsgesetzes in der geforderten Fachrichtung |

Die Einstellung in den Technischen Dienst in der Arbeitsschutzverwaltung erfolgte nur in einer Laufbahn besonderer Fachrichtung, wenn geeignete Bewerber mit Laufbahnprüfung nicht zur Verfügung stehen und ein dienstliches Interesse besteht.

### Gehobener Dienst
Für die folgenden Laufbahnen war der Abschluss eines Studiums an einer Fachhochschule mit Diplomprüfung oder der Abschluss eines Studiums an einer Universität oder Fachhochschule mit dem Bachelor-Abschluss in einem mindestens dreijährigen Bachelor-Studiengang, jeweils in einer der von der für die Ordnung der Laufbahn zuständigen obersten Dienstbehörde bestimmten Fachrichtungen notwendig:
- Bautechnischer Verwaltungsdienst beim Deutschen Institut für Bautechnik
- Dienst als Weinkontrolleur
- Feuerwehrtechnischer Dienst
- Forstdienst
- Technischer Dienst in der Arbeitsschutzverwaltung
- Technischer Dienst beim Polizeipräsidenten in Berlin

Für die folgende Laufbahn war die Bestellung als Lehrkraft nach der Verordnung zur Durchführung des Gesetzes über die Lehranstalten für medizinisch-technische Assistentinnen (Erlaubnis zur Führung der Berufsbezeichnung „medizinisch-technischer Assistent“ oder die staatliche Anerkennung als technische Assistentin an medizinischen Instituten für die Fächer der Laboratoriums- und Röntgenassistenten, Prüfung mit mindestens der Note gut, fünf Jahre Berufstätigkeit, Lehrgang für Lehrassistenten oder chemisch-technischer Assistent oder Fotofachkraft für die Fächer Chemie oder Fotografie) notwendig:
- Fachlehrer an Lehranstalten für technische Assistenten in der Medizin

Für die folgende Laufbahn war der Abschluss eines Studiums an einer Fachhochschule mit Diplomprüfung oder der Abschluss eines Studiums an einer Universität oder Fachhochschule mit dem Bachelor-Abschluss in einem mindestens dreijährigen Bachelor-Studiengang, jeweils in einer der von der für die Ordnung der Laufbahn zuständigen obersten Dienstbehörde bestimmten Fachrichtungen und die Anerkennung als Sozialarbeiter oder Sozialpädagoge notwendig:
- Sozialdienst

Die Einstellung in den Feuerwehrtechnischen Dienst und den Technischen Dienst in der Arbeitsschutzverwaltung erfolgte nur in einer Laufbahn besonderer Fachrichtung, wenn geeignete Bewerber mit Laufbahnprüfung nicht zur Verfügung stehen und ein dienstliches Interesse besteht.

### Höherer Dienst
Für die folgenden Laufbahnen war der Abschluss einer Hochschule in einer der von der für die Ordnung der Laufbahn zuständigen obersten Dienstbehörde bestimmten Fachrichtungen notwendig:
- Bautechnischer Verwaltungsdienst beim Deutschen Institut für Bautechnik
- Eichtechnischer Dienst
- Fachverwaltungsdienst in der Fachrichtung Umweltschutz
- Forstdienst
- Konservatoren
- Museumsdienst
- Sozialdienst
- Technischer Dienst in der Arbeitsschutzverwaltung
- Technischer Dienst beim Polizeipräsidenten in Berlin
- Wissenschaftlicher Dienst an den Einrichtungen für die die zuständige Senatsverwaltung und die Senatsverwaltung für Inneres die Einrichtung des Wissenschaftlichen Dienstes beschlossen haben

Die Einstellung in den Technischen Dienst in der Arbeitsschutzverwaltung erfolgte nur in einer Laufbahn besonderer Fachrichtung, wenn geeignete Bewerber mit Laufbahnprüfung nicht zur Verfügung standen und ein dienstliches Interesse bestand.
Für die folgende Laufbahn war jeweils die entsprechende Approbation notwendig:
- Ärztlicher Dienst
- Pharmazeutischer Dienst
- Tierärztlicher Dienst
- Zahnärztlicher Dienst

## Niedersachsen
Quelle: Anlage 2a Niedersächsische Laufbahnverordnung

### Einfacher Dienst
- Laufbahn des einfachen Gestütsdienstes

### Mittlerer Dienst
- Laufbahn des Krankenpflegedienstes
- Laufbahnen des Werkdienstes bei den Landeskrankenhäusern
- Laufbahn des mittleren nautischen Dienstes
- Laufbahn des mittleren technischen Dienstes in der Staatlichen Wasser- und Abfallwirtschaftsverwaltung
- Laufbahn des Werkdienstes im Justizvollzug
- Laufbahn des Gerichtsvollzieherdienstes

### Gehobener Dienst
- Laufbahn des Weinkontrolleurs
- Laufbahn des gehobenen Dienstes der Fachrichtung Krankenversicherung in der Landesverwaltung
- Laufbahn des gehobenen Dienstes der Fachrichtung Unfallversicherung beim Ministerium für Frauen, Arbeit und Soziales
- Laufbahn des gehobenen Sozialdienstes
- Laufbahn des gehobenen nautischen Dienstes
- Laufbahn des gehobenen bergtechnischen Dienstes
- Laufbahn des gehobenen Bergvermessungsdienstes
- Laufbahnen des gehobenen geologischen Dienstes
- Laufbahn der Oberlehrer im Justizvollzugsdienst
- Laufbahn des gehobenen stenographischen Dienstes in der Landtagsverwaltung

### Höherer Dienst
- Laufbahn der Polizeipsychologen
- Laufbahn des höheren statistischen Dienstes
- Laufbahn des amtsärztlichen Dienstes
- Laufbahnen des ärztlichen Dienstes mit Gebietsbezeichnung – ausgenommen amtsärztlicher Dienst
- Laufbahn des ärztlichen Gutachter- und beratenden ärztlichen Prüfdienstes bei den Landesversicherungsanstalten
- Laufbahn des ärztlichen Dienstes
- Laufbahn des zahnärztlichen Dienstes
- Laufbahn der Psychologen im Gesundheitsdienst
- Laufbahn der Apotheker
- Laufbahn der Biologen
- Laufbahn der Chemiker
- Laufbahn der Lebensmittelchemiker
- Laufbahn der Physiker
- Laufbahn des höheren Dienstes im Prüfwesen für Baustatik
- Laufbahn der Meteorologen
- Laufbahn des höheren Sozialdienstes
- Laufbahnen des höheren geologischen Dienstes
- Laufbahnen des höheren technischen Dienstes bei der amtlichen Materialprüfung
- Laufbahn des höheren Dienstes bei den Handwerkskammern
- Laufbahn des höheren Eichdienstes
- Laufbahnen des höheren wissenschaftlichen Dienstes bei den Landwirtschaftskammern
- Laufbahnen des höheren Fischereiverwaltungsdienstes
- Laufbahn des tierärztlichen Dienstes – ohne Laufbahn des höheren Veterinärdienstes (amtstierärztlicher Dienst)
- Laufbahn des höheren wissenschaftlichen gewässerkundlichen Dienstes in der Staatlichen Wasser- und Abfallwirtschaftsverwaltung
- Laufbahn des höheren pädagogischen Dienstes im Justizvollzugsdienst
- Laufbahn der Psychologen im Justizvollzugsdienst
- Laufbahn der Pfarrer im Justizvollzugsdienst
- Laufbahn des höheren Dienstes bei der Landeszentrale für politische Bildung
- Laufbahn des höheren Dienstes für Kernenergie und Strahlenschutz bei der atomrechtlichen Genehmigungs-, Aufsichts- und Planfeststellungsbehörde
- Laufbahnen des höheren wissenschaftlichen Dienstes an Forschungsinstituten und Museen sowie in der Denkmal-, Kunst- und Kulturpflege
- Laufbahn des höheren stenographischen Dienstes in der Landtagsverwaltung
- Laufbahn des höheren Dienstes in der Informations- und Kommunikationstechnik